# 暖春 (橋幸夫の曲)
『暖春』は、1990年2月21日に リバスターより発売された橋幸夫の159枚目のシングルである（RVSI-0002）。シングルカセット形式でのみ発売されている。

## 概要
- 作詞は山上路夫、作曲は吉田正。
- 楽曲がリリースされた1990年は、橋のデビュー30周年の記念の年となっており、本楽曲も30周年記念企画の一環で制作された。このためリバスター移籍後初めて、恩師の吉田正作曲の楽曲となっており、1981年の『昭和音頭』以来9年振りの共演となっている。
- 作詞は、同じく橋の恩師にあたる佐伯孝夫がすでに病没しているため、山上路夫の詩となっている。山上と橋は、1964年に『君のひたいに光る汗』が初共演で、その後多くはないが、シングル、アルバムで共演しており、リバスター移籍後も、シングルはないが、オリジナルアルバムでの共演している。
- 30周年企画曲であり、同じく記念企画のアルバム『翔（はばたく）』の「歌謡組曲　暖春（作詞・構成/山上路夫　作曲・編曲・監修/吉田正）のタイトルならびにメインの楽曲となっている[2]。
- 本楽曲は、カセットテープのみの形式でのみで、レコードではリリースされていない。橋は、この頃は、「ポップス系以外の曲、カセットの方が（カラオケも収録できるため）営業的に強いということで、カセットのみで発売した」と回顧している[3]。
- c/wの「縦貫道路」も作詞は山上路夫、作曲は吉田正の楽曲である。

## 収録曲
1. 暖春
作詞：山上路夫、作・編曲：吉田正
2. 縦貫道路
作詞：山上路夫、作・編曲：吉田正

## 収録アルバム
- 『翔（はばたく）』（1990年4月21日）RVCI-00001
- 『ベスト・シングルコレクション』（1990年12月15日）RVCI-00003